# Primera División 1946-1947 (Spagna)
La Primera División 1946-1947 è stata la 16ª edizione della massima serie del campionato spagnolo di calcio, disputata tra il 22 settembre 1946 e il 13 aprile 1947 e concluso con la vittoria del Valencia, al suo terzo titolo.
Capocannoniere del torneo è stato Telmo Zarraonaindía (Athletic Bilbao) con 34 reti.

## Classifica finale
|  | Pos. | Squadra             | Pt | G  | V  | N | P  | GF | GS | DR  |
|  | ---- | ------------------- | -- | -- | -- | - | -- | -- | -- | --- |
|  | 1.   | Valencia            | 34 | 26 | 16 | 2 | 8  | 54 | 34 | +20 |
|  | 2.   | Athletic Bilbao     | 34 | 26 | 15 | 4 | 7  | 72 | 38 | +34 |
|  | 3.   | Atlético Aviación   | 32 | 26 | 13 | 6 | 7  | 58 | 44 | +14 |
|  | 4.   | Barcellona          | 31 | 26 | 14 | 3 | 9  | 59 | 42 | +17 |
|  | 5.   | Sabadell            | 30 | 26 | 11 | 8 | 7  | 42 | 36 | +6  |
|  | 6.   | Siviglia            | 29 | 26 | 12 | 5 | 9  | 54 | 48 | +6  |
|  | 7.   | Real Madrid         | 27 | 26 | 11 | 5 | 10 | 62 | 56 | +6  |
|  | 8.   | Real Oviedo         | 27 | 26 | 10 | 7 | 9  | 52 | 42 | +10 |
|  | 9.   | Celta Vigo          | 26 | 26 | 11 | 4 | 11 | 53 | 48 | +5  |
|  | 10.  | Sporting Gijón      | 25 | 26 | 10 | 5 | 11 | 51 | 59 | -8  |
|  | 11.  | Español             | 19 | 26 | 9  | 1 | 16 | 46 | 59 | -13 |
|  | 12.  | Real Murcia         | 19 | 26 | 6  | 7 | 13 | 30 | 58 | -28 |
|  | 13.  | Deportivo La Coruña | 18 | 26 | 5  | 8 | 13 | 32 | 60 | -28 |
|  | 14.  | Castellón           | 13 | 26 | 4  | 5 | 17 | 39 | 80 | -41 |

Legenda:
      Campione di Spagna.
  Partecipa allo spareggio interdivisionale.
      Retrocesse in Segunda División 1947-1948.
Regolamento:
Due punti a vittoria, uno a pareggio, zero a sconfitta.
In caso di arrivo di due o più squadre a pari punti, la graduatoria verrà stilata secondo la classifica avulsa tra le squadre interessate che prevede, in ordine, i seguenti criteri:
- Punti negli scontri diretti.
- Differenza reti negli scontri diretti.
- Differenza reti generale.
- Reti realizzate in generale.

## Spareggi

### Spareggio interdivisionale
|             | Risultati |               | Luogo e data          |
| ----------- | --------- | ------------- | --------------------- |
| Real Murcia | 0-2       | Real Sociedad | Madrid, 8 giugno 1947 |
|             |           |               |                       |

## Statistiche

### Squadre

#### Capoliste solitarie
|    | ——       | ——       | —— | —— | —— | ——          | ——          | —— | ——  | ——  | ——                | ——                | ——                | ——                | ——                | ——                | ——  | ——  | ——  | ——  | ——  | ——  | ——  | ——  | ——  | —— |  |
|    | Valencia | Valencia |    |    |    | Real Madrid | Real Madrid |    | AAv |     | Atlético Aviación | Atlético Aviación | Atlético Aviación | Atlético Aviación | Atlético Aviación | Atlético Aviación |     | AtB |     | AtB |     | AtB |     | AtB |     |    |  |
|    |          |          |    |    |    |             |             |    |     |     |                   |                   |                   |                   |                   |                   |     |     |     |     |     |     |     |     |     |    |  |
|    |          |          |    |    |    |             |             |    |     |     |                   |                   |                   |                   |                   |                   |     |     |     |     |     |     |     |     |     |    |  |
| 1ª | 2ª       | 3ª       | 4ª | 5ª | 6ª | 7ª          | 8ª          | 9ª | 10ª | 11ª | 12ª               | 13ª               | 14ª               | 15ª               | 16ª               | 17ª               | 18ª | 19ª | 20ª | 21ª | 22ª | 23ª | 24ª | 25ª | 26ª |    |  |

#### Primati stagionali
- Maggior numero di vittorie: Valencia (16)
- Minor numero di sconfitte: Athletic Bilbao, Atlético Aviación, Sabadell (7)
- Migliore attacco: Athletic Bilbao (72 reti segnate)
- Miglior difesa: Valencia (34 reti subite)
- Miglior differenza reti: Athletic Bilbao (+34)
- Maggior numero di pareggi: Sabadell, Deportivo (8)
- Minor numero di pareggi: Español (1)
- Maggior numero di sconfitte: Castellon (17)
- Minor numero di vittorie: Castellon (4)
- Peggior attacco: Real Murcia (30 reti segnate)
- Peggior difesa: Castellon (80 reti subite)
- Peggior differenza reti: Castellon (-41)